# Anton Ferdinand Mittrowsky
Anton Ferdinand Mittrowsky, aussi écrit Mittrovsky, né en 1745 et mort le 30 septembre 1809 à Vienne en Autriche, est un officier général autrichien au service de la monarchie des Habsbourg. Promu au grade de général au printemps 1796, il commande une brigade pendant la campagne d'Italie contre Napoléon Bonaparte. Il joue notamment un rôle crucial à la bataille du pont d'Arcole où il manque d'infliger une défaite à Bonaparte. Il se bat une nouvelle fois en Italie en 1805 lors des guerres napoléoniennes et devient propriétaire d'un régiment d'infanterie autrichien de 1806 jusqu'à sa mort. 

## Biographie

### Ascension militaire
Né vers 1745 au sein d'une famille de militaires, Mittrowsky s'enrôle dans l'armée des Habsbourg et devient plus tard Oberst (colonel) du régiment d'infanterie no 54 Callenberg,. Il est promu au grade de général-major le 30 avril 1796. 

### Campagne d'Italie
Durant la campagne d'Italie, dans le cadre de la première tentative faite par les Autrichiens pour secourir la garnison de Mantoue, il commande une brigade de la IIIe colonne du général Paul Davidovitch. Détaché de la colonne principale, il occupe le fort de Chiusa et évolue dans la région de Vérone. Au cours de la bataille de Castiglione le 5 août, il défend l'aile droite contre les attaques du général français André Masséna. 

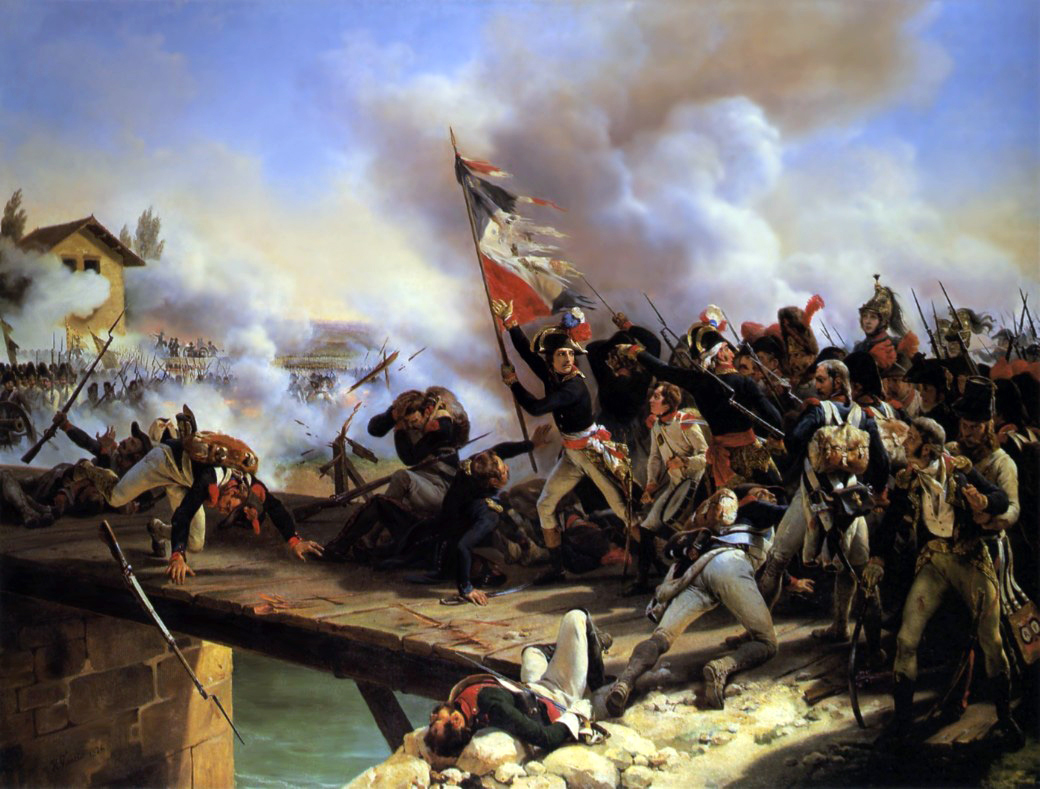
La bataille du pont d'Arcole, par Horace Vernet.

Lors de la troisième tentative autrichienne contre Mantoue, les 3 000 hommes de la brigade Mittrowsky occupent le cours supérieur de la vallée de la Brenta et sont chargés de maintenir la liaison entre le corps autrichien du Tyrol et celui du Frioul. Le général Josef Alvinczy, commandant ce dernier corps, étant arrivé à son tour sur les bords de la Brenta, Mittrowsky le rejoint et participe sous ses ordres à la deuxième bataille de Bassano le 6 novembre 1796. 
Le matin du 15 novembre, Napoléon Bonaparte traverse subitement l'Adige non loin du lieu où stationne Mittrowsky avec trois bataillons. Mittrowsky joue un rôle important lors de la bataille du pont d'Arcole qui s'étale sur trois jours. Dans l'après-midi du premier jour, sa brigade renforce le village d'Arcole où se trouvent déjà les soldats autrichiens du colonel Wenzel Brigido, Mittrowsky prenant le commandement de l'ensemble en sa qualité de commandant le plus ancien. Ses troupes résistent avec acharnement aux assauts français et conservent la possession du village toute la journée, avant d'être finalement expulsées dans la soirée par une dernière attaque française. Il réoccupe toutefois son emplacement initial après que Bonaparte ait fait retirer ses troupes jugées trop isolées. Le deuxième jour, Alvinczy lui confie quatorze bataillons et lui donne l'ordre de repousser les Français jusqu'à l'Adige. L'ordre s'avère impossible à exécuter en raison de la supériorité numérique de l'armée française, mais Mittrowsky tient ses adversaires en échec devant Arcole le 16 novembre grâce à une habile défense. Le 17, il est tout proche de vaincre Bonaparte. Les Français parviennent finalement à chasser les Autrichiens du village à 17 h, mais seulement après avoir fait venir des unités fraîches d'une de leurs ailes.
En janvier 1797, Mittrowsky est chargé de surveiller la vallée de la Brenta avec une brigade de 3 500 hommes et ne participe donc pas à la bataille de Rivoli. 

### Fin de carrière
Au début de la guerre de la Deuxième Coalition, Mittrowsky sert à l'armée d'Italie sous les ordres du général Pál Kray. Il participe à la bataille de Vérone le 26 mars 1799. Environ une semaine plus tard, il dirige une brigade de la colonne de Karl Mercandin à la bataille de Magnano. Au cours de la bataille de Novi, le 15 août de la même année, sa brigade combat avec l'aile gauche sous la direction du général Michael von Melas. Mittrowsky est élevé au grade de feld-maréchal-lieutenant en octobre 1799. 
Mittrowsky commande ensuite une division de l'armée de l'archiduc Charles à la bataille de Caldiero, à la fin du mois d'octobre 1805. En 1806, l'empereur François II le nomme propriétaire du régiment d'infanterie no 10 Anton Mittrowsky. L'année suivante, il est nommé vice-commandant de la place de Vienne et adjoint du prince Jean Ier de Liechtenstein. Il conserve sa charge de propriétaire pendant la guerre de la Cinquième Coalition jusqu'à sa mort à Vienne le 30 septembre 1809.